# 아시밀
아시밀(Assimil, 종종 ASSiMiL이라고도 함)은 1929년 알퐁스 셰렐(Alphonse Chérel)이 설립한 프랑스 회사이다.
언어 학습 소프트웨어이다. 스마트폰에서도 사용 가능하다.

## 언어

### 영어 기반
영어 독자를 위해 다음 언어를 사용할 수 있다.
| 언어               | 학습(A2) | 쉽게   | 사용(고급) | 비즈니스              | 구문집 | 어린이용 | 사전   |
| ------------------ | -------- | ------ | ---------- | --------------------- | ------ | -------- | ------ |
| 아랍어             | 아니요   | 예     | 아니요     | 아니요                | 아니요 | 아니요   | 아니요 |
| 중국어(만다린)     | 아니요   | 예     | 아니요     | 아니요                | 예     | 아니요   | 아니요 |
| 네덜란드어         | 아니요   | 예     | 아니요     | 아니요                | 아니요 | 아니요   | 아니요 |
| 프랑스어           | 예       | 예     | 예         | 더 이상 인쇄되지 않음 | 예     | 예       | 아니요 |
| 독일어             | 아니요   | 예     | 아니요     | 아니요                | 예     | 예       | 아니요 |
| 히브리어           | 아니요   | 예     | 아니요     | 아니요                | 아니요 | 아니요   | 아니요 |
| 헝가리어           | 아니요   | 예     | 아니요     | 아니요                | 아니요 | 아니요   | 아니요 |
| 이탈리아어         | 아니요   | 예     | 아니요     | 아니요                | 예     | 예       | 아니요 |
| 일본어             | 아니요   | 예     | 아니요     | 아니요                | 예     | 아니요   | 아니요 |
| 한국어             | 아니요   | 예     | 아니요     | 아니요                | 예     | 아니요   | 아니요 |
| 포르투갈어(브라질) | 아니요   | 예     | 아니요     | 아니요                | 아니요 | 아니요   | 아니요 |
| 러시아어           | 아니요   | 예     | 아니요     | 아니요                | 예     | 아니요   | 아니요 |
| 스페인어(쿠바)     | 아니요   | 아니요 | 아니요     | 아니요                | 예     | 아니요   | 아니요 |
| 스페인어(스페인)   | 예       | 예     | 아니요     | 아니요                | 예     | 예       | 아니요 |
| 이디시어           | 아니요   | 예     | 아니요     | 아니요                | 아니요 | 아니요   | 아니요 |

## 같이 보기
- 언어 자율 학습 프로그램 목록
- 듀오링고
- 로제타 스톤
- 바벨 (언어 학습)
- 스페인어